# بیشه‌کلا (ساری)
بیشه‌کلا، روستایی از توابع بخش دودانگه شهرستان ساری در استان مازندران ایران است.

## جمعیت
این روستا در دهستان فریم قرار داشته و براساس آخرین سرشماری مرکز آمار ایران که در سال ۱۳۸۵ صورت گرفته، جمعیت آن ۶۲ نفر (۱۵خانوار) بوده‌است.